# Подусовский лес
Подусовский лес (укр. Подусівський ліс) — лесное урочище, расположенное на территории Новозаводского района Чернигова и Новобелоусской сельской общины Черниговского района. Площадь — 255, 568,2356 га.
На территории урочища расположены памятник истории местного значения «Братская могила 157 советских воинов, погибших в сентябре 1943 г. Группа (около 30) могил советских воинов, умерших от ран в военном госпитале в августе-сентябре 1941 г.» (1983) под охранным № 3465 — западная окраина урочища (восточнее садового товарищества «Астра») — и памятник истории вновь выявленный «Памятный знак жертвам фашизма» (1986) под охранным № 7018 — западная окраина урочища у ж/д (севернее садового товарищества «За мир»); оба без охранной зоны.

## История
Подусовский лес (урочища Масаны и Старая Подусовка) обозначен на карте M-36-15-А (1943 года), современный 94 квартал Черниговского лесничества — M-36-15-С (1943 года). Урочище Масаны расположено между селом Масаны и рекой Белоус, северо-западнее хутора Забаровка. В урочище Масаны были расположены села Стриговка, Лентяевка, Богдановка и Погорелка. Между хуторами Забаровка и Подусовка расположено урочище Старая Подусовка. Южнее хутора Подусовка — современный 94 квартал Черниговского лесничества обозначен как редколесье.
На территории всего урочища проводились насаждения лесных культур, в большей степени на территории 94 квартала. Лесоразведение происходило путём высаживания преимущественно сосны, частично дуба и берёзы. Есть природные участки сосны, берёзы, ольхи чёрной (прибрежная зона Белоуса и понижения ложбин). Есть незначительные по площади природные участки осины, ольхи серой, тополя, ивы — на территории урочища Старая Подусовка (западнее улицы Степана Носа).
При строительстве в 1950—1960-е годы нового жилмассива Старая Подусовка были построены объекты социальной инфраструктуры, в том числе оздоровительные учреждения (детские лагеря «Дружба» и «Юность») на территории смежной с урочищем (94 квартал). Ныне не функционируют.

## Описание
Подусовский лес расположен на левой надпойменной террасе реки Белоус — между западными периферийными исторически сложившаяся местностями Чернигова на востоке и рекой Белоус на западе. Урочище расположено на территории кварталов 75-82, 94 Черниговского лесничества. Меньшая по площади часть урочища расположена на территории Новозаводского района Чернигова и бо́льшая — Новобелоусской сельской общины (ранее — Новобелоусского и Старобелоусского сельсоветов) Черниговского района. Территорией урочища пролегает административная граница Черниговского горсовета и Черниговского района. Восточнее Подусовского леса расположены исторически сложившаяся местности Чернигова (с севера на юг) — Забаровка, жилмассив Масаны, Новая Подусовка, Старая Подусовка, Западный. На западе урочище простирается до реки Белоус, кроме участка, где левый берег Белоуса занимает застройка села Старый Белоус и садово-дачные участки. Урочище в центральной его части разделяет застройка Старой Подусовки на условные северный и южный участки.
Абсолютные высоты колеблются в пределах 112-168 м над уровнем моря: наинизшая точка — урез воды реки Белоус 112 м над уровнем моря, наивысшая точка — северо-восточная периферийная часть 94 квартала 168 м над уровнем моря, средняя высота бо́льшей части урочища — 130-160 м над уровнем моря. 
Согласно карте («Картосхема основних територій і осередків природної та культивованої дендрофлори міста Чернігова») монографии «ОПТИМІЗАЦІЯ ЗЕЛЕНИХ ЗОН ТЕРИТОРІЙ ЧЕРНІГІВСЬКОГО ПОЛІССЯ», Подусовский лес расположен на левом берегу реки Белоус и простирается от села Новый Белоус на севере до Старой Подусовки на юге, без участка между улицей Теробороны (Гагарина) и жилмассивом Астра. В издании указывается площадь 255 га.
Согласно ресурсу «Публічна кадастрова карта України», данный массив разделён на 4 кадастровые участки (целевое предназначение: 09.01 Для ведения лесного хозяйства и связанных с ним услуг) площадями 51,54 га (севернее автодороги Чернигов — Новый Белоус), 108,36 га (южнее автодороги Чернигов — Новый Белоус), 231,3238 га (севернее ж/д линии Чернигов — Овруч), 49,575 га (южнее ж/д линии Чернигов — Овруч). Суммарно 4 участка имеют площадь 440,7998 га.
На Плане лесонасаждений (ГП «Черниговский лесхоз» Черниговское лесничество), северная часть именуется как урочище Масаны, южная — урочище Старая Подусовка. Урочище «Масаны» площадью 159,9 га занимает кварталы 75-77 Черниговского лесничества и расположено северо-западнее жилмассива Масаны и западнее бывшего села Масаны. Урочище «Старая Подусовка» площадью 280,8988 га — кварталы 78-82 и расположено западнее Новой Подусовки и юго-западнее жилмассива Масаны. Участок между улицей Теробороны (Гагарина) и жилмассивом Астра — 94 квартал Черниговского лесничества площадью 127,4368 га.

## Природа
Урочище сложено доминирующими сосновыми лесами, в меньшей степени берёзовыми, частично дубовыми лесами, у рек и по балкам — черноольховыми; и незначительные по площади участки лиственных пород (осины, ольхи серой, тополя, ивы). Берёзовые леса распространены во всех урочищах, расположенные как на периферии сосновых лесов, так и внутри. Черноольховые леса занимают берег (притеррасную часть поймы) реки Белоус в урочище Масаны, балку безымянного ручья (приток Белоуса) в урочище Старая Подусовка. Дубовые леса (дуб высокоствольный) распространены в урочище Старая Подусовка — участки у реки Белоус; и небольшой участок на юге 94 квартала — между Астрой и Павловкой в долине ручья.
В урочище распространены такие лесные сообщества (ценозы): Pineta sylvestris (сосна обыкновенная), Querceta roboris (вековые обыкновеннодубовые дубравы), Fraxineta excelsioris (ясень обыкновенный), Betuleta pendulae (берёза повислая), Alneta glutinosae (черноольховые леса) и Alneta (glutinosae) paludosa (заболоченные черноольховые леса), Saliceta cinereae (ива пепельная).
|                                                       |                                   |                                                                    |                                                 |
| сосновый лес кустарниковый ярус — малина обыкновенная | молодой берёзовый лес             | робиния ложноакациевая в березняке; далее переходит в сосновый лес | сосновый лес (участок без кустарникового яруса) |
|                                                       |                                   |                                                                    |                                                 |
| смешанный лес                                         | земляника лесная (Fragaria vesca) | герань Роберта (Geranium robertianum)                              | фиалка трёхцветная (Viola tricolor)             |

Сосновые леса Подусовского массива представлены разновозрастными сосновыми сообществами — от сухих злаковых до увлажненных зеленомоховых и фрагментарно черничных. Здесь на боровой террасе реки Белоус распространены сообщества формации Pineta sylvestris, в урочище имеются старые природные участки этой формации. Подусовский лес наиболее разнообразный среди других урочищ города по ценозам формации Pineta sylvestris.
На этой территории расположены 5 групп ассоциаций: Pineta graminosa (сосново-злаковая) (наиболее распространённая), Pineta myrthilosa, Pineta pteridiosa, Pineta hylocomiosa. В сообществах Pineta graminosa доминируют полевица тонкая (Agrostis tenuis), вейник наземный (Calamagrostis epigeios) совместно с пырей ползучий (Elytrigia repens). На небольших площадях встречаются ценозы ассоциации Ріпеtuт pteridiosum (aquilini) (сосново-орляковый), а на отдельных природных сосновых участках наблюдается вторжение робинии ложноакациевой (Robínia pseudoacácia).
Сообщества соснового леса вейникового в травяном ярусе имеют проективное покрытие до 50 %, среди них вейник наземный (Calamagrostis epigeios) — до 25-27 %; в качестве асектаторов выступают такие виды: вероника колосистая (Veronica spicata), молочай кипарисовый (Euphorbia cyparissias), подмаренник северный (Galium boreale), бедренец камнеломка (Pimpinella saxifraga), горичник горный (Peucedanum oreoselinum), вероника дубравная (Veronica chamaedrys), фиалка собачья (Viola canina), короставник полевой (Knautia arvensis), очиток скальный (Sedum rupestre), наголоватка Пачоского (Jurinea paczoskiana), цмин песчаный (Helychtysum arenarium).
Специфика урочища состоит в том, что здесь были отмечены молодые культуры Pinus sylvertis высотой 8-10 м, которые отсутствуют на других территориях сосновых лесов зеленых зон города Чернигова. На площадях этих культур формируются разнотравные и овсяничные ценозы, фрагментарно на отдельных участках с разреженным травяным покровом — синузии эпигейных кустистых лишайников рода кладония (Cladonia).
Сосняки зеленомоховые распространены на более пониженных выровненных участках. Моховой ярус этих ценозов сформирован с участием плевроциум Шребера (Pleurozium schreberi), дикранум многоножковый (Dicranum polysetum/Dicranum rugosum) и кукушкин лён можжевельниковый (Politrichum juniteunum), с преобладанием первого вида.
На наиболее увлажненных, ложбинных и заболоченных участках урочища фрагментарно распространены сообщества ассоциаций Pinetum myrtillosum (сосняки черничные или бор-черничник) и ассоциация Pinetum franguloso-moliniosum (caeruleae) (сосняки крушиново-молиниевые), редкие для природных территорий Чернигова, они имеют научный интерес как вариации гидрофильных сосняков. Подобные гидрофильные сосняки есть только в северной окраине города.
В составе дендрофлоры ценозов формации Pineta sylvestris представлены виды аборигенной группы (11 видов), на отдельных участках обнаружено участие в древесном ярусе интродуцентов (4 вида), среди них сосна чёрная (Pinus nigra), черёмуха виргинская (Padus virginiana), ирга круглолистная (Amelanchier ovalis), робиния ложноакациевая (Robínia pseudoacácia). Природное ядро данной группы лесов формирует сосна обыкновенная (Pinus sylvestris с участием берёза повислая (Betula pendula), дуб черешчатый (Quercus robur), груша обыкновенная (Pyrus communis), яблоня лесная (Málus sylvéstris). Среди кустарников, в зависимости от гидрологических условий, следует отметить участие видов рода малина Rubus (малина обыкновенная R. idaeus, куманика R. nessensis W. Hall., ежевика сизая R. caesius) и бузина Sambucus (бузина чёрная S. nigra, бузина красная S. racemosa).
Участки лиственных лесов представлены тремя группами сообществ — широколиственными, мелколиственными и лиственными лесами заболоченными. Широколиственные леса представлены ценозами формации дубовых и их субформациями, липовых, ясеневых; лиственные заболоченные — формацией ольховых лесов.
Дубравы — ценозы формации Querceta roboris (вековые обыкновеннодубовые дубравы) и субформаций с участием клёна остролистного (Acer platanoides), липы сердцевидной (Tilia cordata), граба обыкновенного (Carpinus betulus), ясеня обыкновенного (Fraxinus excelsior) расположены преимущественно на плакорных участках. Они сформировались на серых лесных суглинистых и дерново-подзолистых песчаных почвах, их распространение носит фрагментарный и мозаичный характер. Наиболее распространенными являются сообщества ассоциации Quercetum franguloso-stellariosum (дубрава крушиново-звездчатковая), в подлеске которых преобладают крушина ломкая (Frangula alnus), лещина обыкновенная (Corylus avellana) и бересклет бородавчатый (Euonymus verrucosa). Травяной покров имеет покрытие 50-70%, в нём доминируют (или содоминируют) сныть обыкновенная (Aegopodium podograria), звездчатка ланцетовидная (Stellaria holostea), ландыш майский (Convallaria majalis), полевица тонкая (Agrostis tenuis), изредка содоминирующий орляк обыкновенный (Pteridium aquilinum).
Сообщества формации Querceta roboris (дуб черешчатый) характеризуются наибольшим ценотическим и дендрофлористическим разнообразием, основу дендрофлоры составляют 17 аборигенных видов (10 видов деревьев и 7 видов кустарников). Дендрофлористическое ядро древесного яруса данной группы ценозов формирует дуб черешчатый (Quercus robur) с участием клёна остролистного (Acer platanoides), липы сердцевидной (Tilia cordata), граба обыкновенного (Carpinus betulus), ясеня обыкновенного (Fraxinus excelsior), кустарникового — лещины обыкновенной (Corylus avellana) с участием, в зависимости от условий освещенности и увлажненности, таких видов как бересклет европейский (Euonymus europaea), бересклет бородавчатый (Euonymus verrucosa), малина обыкновенная (Rubus idaeus), ежевика сизая (Rubus caesius), кизил кроваво-красный (Swida sanguinea).
Ясеневые леса — леса формации Fraxineta excelsior (ясень обыкновенный) распространены преимущественно в центральной и восточной частях лесопарка. Они занимают небольшие площади и приурочены преимущественно к суглинистым грунтам умеренного увлажнения. В двухъярусной древостое, сомкнутость — 0,6-0,8, произрастают в первом подярусе (24-26 м) — ясень обыкновенный возрастом 50-70 лет, одиночно — осина обыкновенная (Populus tremula) и дуб черешчатый (Quercus robur), во втором (18-20 м) — одиночно липа сердцевидная (Tilia cordata), клён остролистный (Acer platanoides). Травостой (50-80%) образуют в основном сныть обыкновенная (Aegopodium podagraria) и звездчатка ланцетовидная (Stellaria holostea), имеющие проективное покрытие 30–70% в разных ценозах. В условиях повышенных островков в пойме реки Десны формируются ценозы ассоциации Fraxinetum sparsiherbosum (леса ясеневые редкотравные).
Березовые леса — ценозы Betuleta pendulae (берёза повислая) сформировались на месте боров и субборов и приурочены к дерново-подзолистым песчаным, частично серым лесным почвам с разной степенью их увлажнения. Значительным флористическим разнообразием отличаются группировки ассоциаций Betuletum coryloso-dryopteriosum (березняк лещиново-щитовниковый) и Betuletum pteridiosum (березняк орляковый).
Древесный ярус березовых лесов сформирован как комплексное сочетание нескольких видов, с преобладанием берёзы повислой (Betula pendula) и отдельными включениями сосны обыкновенной (Pinus sylvestris), фрагментарно осины (Populus tremula), груши обыкновенной (Pyrus communis), яблони лесной (Malus sulvestris), дуба черешчатого (Quercus robur). В кустарниковом ярусе следует отметить в качестве доминирующих – лещина обыкновенная (Corylus avellana), крушина ломкая (Frangula alnus) и аморфа кустарниковая (Amorpha fruticosa). Наивысшее участие деревьев и кустарников обнаружено в составе ассоциаций Betuletum coryloso-dryopteriosum (березняк лещиново-щитовниковый) и Betuletum pteridiosum (березняк орляковый).
Черноольховые леса — ценозы формации Alneta glutinosae (ольха чёрная) занимают отдельные участки в притеррасных участках поймы реки Десны. Представлены двумя группами — ассоциации Alneta rubosa (caesii) (черноольховый лес ежевиковый), Alneta frangulosa (alni) (черноольховый лес крушиновый). Типичной ассоциацией выступает Alnetum franguloso-urticosum (galeopsifoliae) (черноольховый лес крушиново-крапивный), ценозы которой отмечены на увлажненных участках в пойме реки Белоус. Флористический состав формируется рядом гидрофильных видов — крапива пикульниколистная (Urtica gavleopsifolia), дербенник иволистный (Lithrum salicaria), череда трёхраздельная (Bidens tripartite), вейник незамеченный (Calamagrostis neglectum), в разном количественном соотношении. Подлесок образует ива пепельная (Salix cinerea). В одиночку в нем встречаются крушина ломкая (Frangula alnus), ежевика сизая Rubus caesius, с участием ивы пепельной (Salix cinerea). Довольно часто вокруг стволов ольхи чёрной (Alnus glutinosa) растет хмель обыкновенный (Humulus lupulus), который вьется по стволам. Травяной покров этих болот носит мозаичный характер, что связано с разной обводненностью группировок формации в течение вегетационного сезона.
Ивовые леса приурочены к пойменным территориям реки Белоус и представлены ценозами: Salicetum ruboso–caricosum (ивовый малиновый лес), Salicetum ruboso–urticosum (ивовый малиново-крапивный лес). Ивовые леса отличаются высоким проективным покрытием кустарникового яруса из видов рода ива Salix. В составе древесного яруса следует выделить такие виды как ива козья (Salix caprea), ива белая (Salix alba), ива ломкая (Salix  fragilis). Кустарниковый ярус характеризуется значительным многообразием видов (6) рода ива (ива трёхтычинковая Salix  triandra, ива прутовидная Salix viminalis, ива остролистная Salix acutifolia, ива розмаринолистная Salix rosmarinifoli).
| |                                 |
| «Братская могила 157 советских воинов, погибших в сентябре 1943 г. Группа (около 30) могил советских воинов, умерших от ран в военном госпитале в августе-сентябре 1941 г.» | «Памятный знак жертвам фашизма» |